# Bakugan: Potenza Mechtanium
Bakugan: Potenza Mechtanium (爆丸バトルブローラーズ メクタニウムサージ?, Bakugan Batoru Burōrāzu Mekutaniumu Sāji, Bakugan: Mechtanium Surge) è la quarta serie dell'anime Bakugan - Battle Brawlers, nonché il sequel di Bakugan: Gundalian Invaders. Avrebbe dovuto contare 26 episodi, debuttando il 13 febbraio 2011 su Teletoon. Successivamente, però, è stata prodotta la quinta serie, che gli autori hanno preferito classificare come la seconda stagione di Bakugan: Mechtanium Surge, in modo da riutilizzare gli stessi personaggi. Questa è formata da 20 puntate ed è stata trasmessa dal 10 settembre, sempre su Teletoon, fino al 26 gennaio 2012. In Giappone non è mai stata trasmessa in televisione ma è stata pubblicata per la prima volta sul servizio di streaming Bilibili nel settembre 2018 con il doppiaggio giapponese e i sottotitoli in cinese.
In Italia la serie è iniziata il 19 marzo 2012 su Cartoon Network, esordendo con 2 episodi, con il titolo di Bakugan: Potenza Mechtanium. Cartoon Network ha trasmesso i primi 26 episodi dal lunedì al venerdì alle 19:35, mentre alle 16:35 ha mandato in onda le repliche del giorno prima. Nei giorni feriali dell'ottobre del 2012, il canale ha trasmesso gli ultimi 20 episodi inediti, alle 11.55 e in replica alle 16.15.
Dal 2 al 30 settembre 2012, Boing ha mandato in onda le repliche, nel weekend alle 11.40; tuttavia la serie ricomincia dall'inizio dal 6 ottobre, e viene trasmessa alle 17.10, fermandosi all'episodio 24, il 23 dicembre.

## Trama
Dan e Drago hanno visioni in cui appaiono Mag Mel e Razenoid, ovvero un misterioso antagonista e il suo guardiano Bakugan. Ciò causa dei problemi a Dan e Drago, i quali non sono in perfetta sincronia e non riescono a controllare i poteri del Codice Eva. Superata questa difficoltà, la vera identità di Mag Mel e Razenoid viene rivelata: essi sono rispettivamente l'imperatore Barodius e Dharak, i quali erano stati imprigionati dal Codice Eva in una dimensione perduta dopo le vicende di Bakugan: Gundalian Invaders. Una volta sconfitti i nemici, gli esseri umani e i Bakugan iniziano a convivere sulla Terra, quando appare Mechtavius Distruttore, intenzionato ad eliminarli per creare un mondo popolato solo dai Mechtogan. Durante queste visioni gli occhi di Dan si illuminano e si restringono, come se avesse veramente delle allucinazioni.

## Episodi
| Nº | Titolo italiano Giapponese 「Kanji」 - Rōmaji                              | In onda        | In onda         |
| Nº | Titolo italiano Giapponese 「Kanji」 - Rōmaji                              | Giapponese     | Italiano        |
| 1  | Resa dei conti nell'Interspazio 「新時代」 - Shin jidai                    | settembre 2018 | 19 marzo 2012   |
| 2  | Mechtogan Caos 「鋼鉄の巨人」 - Koutetsu no kyojin                         | settembre 2018 | 19 marzo 2012   |
| 3  | Disconnessione 「ライバル」 - Raibaru                                      | settembre 2018 | 20 marzo 2012   |
| 4  | Fuori controllo 「道標」 - Michishirube                                    | settembre 2018 | 21 marzo 2012   |
| 5  | La sconfitta dei Tri-Tornado 「波乱の時代」 - Haran no jidai               | settembre 2018 | 22 marzo 2012   |
| 6  | L'agonia della sconfitta 「動乱」 - Dōran                                  | settembre 2018 | 26 marzo 2012   |
| 7  | L'esplosione del BakuNano 「維新」 - Isshin                                | settembre 2018 | 26 marzo 2012   |
| 8  | Ritorno a Nuova Vestronia 「ワンダーレボリューション」 - Wandā reboryūshon | settembre 2018 | 27 marzo 2012   |
| 9  | Controllo del Bakugan Caos 「本当の敵」 - Hontō no teki                    | settembre 2018 | 28 marzo 2012   |
| 10 | Lotta all'ultimo sangue 「誇り高き戦士」 - Hokori takaki senshi            | settembre 2018 | 29 marzo 2012   |
| 11 | Di nuovo in sincronia 「決断の時」 - Ketsudan no toki                      | settembre 2018 | 2 aprile 2012   |
| 12 | Viaggio nella mente 「光の射す方へ」 - Hikari no sasu houhe                | settembre 2018 | 2 aprile 2012   |
| 13 | Riconnessione 「心の旅」 - Kokoro no tabi                                  | settembre 2018 | 3 aprile 2012   |
| 14 | Tripla Minaccia 「降臨」 - Kourin                                          | settembre 2018 | 4 aprile 2012   |
| 15 | Interspazio sotto assedio 「奴が来る」 - Yatsu ga kuru                     | settembre 2018 | 5 aprile 2012   |
| 16 | Il ritorno di un eroe 「復活の日」 - Fukkatsu no hi                        | settembre 2018 | 9 aprile 2012   |
| 17 | Gundalia a ferro e fuoco 「戦火のかなた」 - Senka no kanata                | settembre 2018 | 10 aprile 2012  |
| 18 | Strategie di guerra 「すれ違う想い」 - Surechigau omoi                     | settembre 2018 | 10 aprile 2012  |
| 19 | La porta è sbloccata 「白銀城の対決」 - Hakuginjō no taiketsu              | settembre 2018 | 11 aprile 2012  |
| 20 | Identità nascoste 「混乱」 - Konran                                        | settembre 2018 | 12 aprile 2012  |
| 21 | Bellezza pericolosa 「美しき世界」 - Utsukushiki sekai                     | settembre 2018 | 16 aprile 2012  |
| 22 | Un conto in sospeso 「最後の願い」 - Saigo no negai                        | settembre 2018 | 16 aprile 2012  |
| 23 | Dietro la maschera 「仮面の正体」 - Kamen no shoutai                       | settembre 2018 | 17 aprile 2012  |
| 24 | Operazione di salvataggio 「地球」 - Chikyuu                               | settembre 2018 | 18 aprile 2012  |
| 25 | Luna nera 「黒い月」 - Kuroi tsuki                                         | settembre 2018 | 19 aprile 2012  |
| 26 | La sconfitta finale 「運命の戦い」 - Unmei no tatakai                      | settembre 2018 | 23 aprile 2012  |
| 27 | L'arrivo del Male 「襲来」 - Shuurai                                       | settembre 2018 | 1º ottobre 2012 |
| 28 | L'incontro con Wiseman 「アウトロー」 - Autoro                             | settembre 2018 | 2 ottobre 2012  |
| 29 | Legame misterioso 「絆」 - Kizuna                                          | settembre 2018 | 3 ottobre 2012  |
| 30 | Il Bakugan prodigo 「シノビ」 - Shinobi                                    | settembre 2018 | 4 ottobre 2012  |
| 31 | Combinazione impossibile 「喧嘩上等」 - Kenka joutou                       | settembre 2018 | 5 ottobre 2012  |
| 32 | Il nemico si allea 「登場」 - Tohjo                                        | settembre 2018 | 8 ottobre 2012  |
| 33 | Lotta per Bakugan Land 「人間なんて」 - Ningen nante                       | settembre 2018 | 9 ottobre 2012  |
| 34 | Gunz è fuori di sé 「ワイズマン」 - Waizuman                               | settembre 2018 | 10 ottobre 2012 |
| 35 | Scontro per le BakuSuit 「作戦開始」 - Sakusen kaishi                      | settembre 2018 | 11 ottobre 2012 |
| 36 | Il giorno del Giudizio si avvicina 「戦いの果てに」 - Tatakai no hate ni   | settembre 2018 | 12 ottobre 2012 |
| 37 | L'alba dello sterminio 「タイムリミット」 - Taimu limitto                  | settembre 2018 | 15 ottobre 2012 |
| 38 | Un salto verso la vittoria 「飛翔」 - Hishou                               | settembre 2018 | 16 ottobre 2012 |
| 39 | Infiltrazione tra i nemici 「潜入」 - Senyuu                               | settembre 2018 | 17 ottobre 2012 |
| 40 | Gunz è vivo 「ガンズ」 - Ganzu                                             | settembre 2018 | 18 ottobre 2012 |
| 41 | L'evoluzione del male 「絶体絶命」 - Zettai zetsumei                       | settembre 2018 | 19 ottobre 2012 |
| 42 | Male contro Male 「さらば…相棒」 - Saraba...aibou                          | settembre 2018 | 22 ottobre 2012 |
| 43 | Pandemonio nella Dimensione dei Condannati 「最後の勝負」 - Saigo no shobu | settembre 2018 | 23 ottobre 2012 |
| 44 | Ritorno dal passato 「激闘」 - Gekitou                                     | settembre 2018 | 24 ottobre 2012 |
| 45 | L'inizio della fine 「決戦」 - Kessen                                      | settembre 2018 | 25 ottobre 2012 |
| 46 | La fine 「ラスト・バトル」 - Rasuto Batoru                                 | settembre 2018 | 26 ottobre 2012 |

## Sigle
Sigle giapponesi
- Cho! Saikyo! Warriors cantata dai Psychic Lover (apertura)
- BANG!BANG!BAKUGAN cantata da Yoshifumi Ushima (chiusura)

Nell'edizione giapponese sono state riutilizzate le sigle della seconda stagione mentre le immagini presenti nella videosigla appartengono alla quarta.
Sigla italiana
- Two Worlds Collide[5]

Nella versione italiana fu utilizzata la sigla americana ricantata in italiano.